# 公民权条款
公民權條款（英語：Citizenship Clause）是美利堅合眾國憲法第十四條修正案的第一款，於1868年7月9日通過，其規定：
「所有在合眾國出生或歸化合眾國並受其管轄的人，都是合眾國的和他們居住的州之公民。」
該條款推翻了史考特訴山福特案的判決，該判決宣布非裔美國人不是也不能成為美國公民或享有任何公民特權和豁免權。
1866年民權法案授予所有在美國出生的人美國公民身份，“不受任何外國勢力的約束”。第39屆美國國會提出了公民權條款的基本原則。制定美利堅合眾國憲法第十四條修正案的立法者試圖鞏固美國憲法中的原則，以防止其被美國聯邦最高法院推翻或被未來的國會廢除。